# Vatersay
Vatersay é uma ilha do arquipélago das Hébridas Exteriores, na Escócia. Vatersay é também o nome da única localidade da ilha.
Vatersay está ligada à vizinha ilha Barra por uma ponte desde 1991. Na maré baixa, a ilha está também ligada ao ilhéu de Uinessan. 